# Archéologie post-processuelle
L’archéologie post-processuelle est un courant de pensée en archéologie qui insiste sur la subjectivité des interprétations archéologiques. Ce mouvement théorique met de l'avant l'agentivité (agency) de l'être humain dans l'analyse archéologique.

## Histoire
Né dans le monde anglo-saxon à la fin des années 1970 et au début des années 1980 sous l'impulsion d'archéologues britanniques tels que Ian Hodder ou Christopher Tilley, ce courant vise à remplacer l'archéologie processuelle dont il fait la critique.

## Influences
L’archéologie post-processuelle est notamment influencée par la philosophie postmoderne, suivant des auteurs tels que Michel Foucault, Gilles Deleuze ou Bruno Latour, et par l'anthropologie marxiste. L'accent mis par l'archéologie post-processuelle sur les groupes marginalisés dans la société a entraîné la naissance de plusieurs sous-courants tels que l'archéologie féministe, l'archéologie du genre ou l'archéologie post-coloniale.